# Vital Lehodey

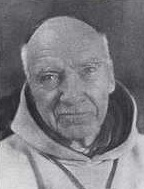
Abt Vital Lehodey OCR

Vital Lehodey OCR (* 17. Dezember 1857 in Hambye, Département Manche; † 6. Mai 1948 in Bricquebec) war ein französischer Trappist, Abt und Mystiker.

## Leben und Werk
Alcime-Jude Lehodey besuchte das Priesterseminar in Coutances und wurde 1880 zum Priester geweiht. Ab 1881 war er Kaplan in Tessy-sur-Vire und Granville. 1890 trat er in das Kloster Bricquebec ein und nahm den Ordensnamen Vital (nach Vitalis von Savigny) an. Ab 1892 war er Prior, ab 1893 Oberer seines Klosters, schließlich von 1895 bis 1929 Abt. Als solcher machte er sich besonders um die Betreuung der ihm unterstellten chinesischen und japanischen Klöster Consolation, Phare und Tenshien verdient.
Aus seiner persönlichen mystischen Begegnung mit dem Jesuskind (ab 1895) erwuchsen Bücher, die in mehrere Sprachen (einschließlich Japanisch) übersetzt und bis in die Gegenwart aufgelegt wurden.

## Werke
- Les Voies de l’Oraison mentale, Paris, Gabalda, 1906; Lecoffre, 10. Auflage, 1934.
  - (englisch) The ways of mental prayer, Dublin, Gill, 1912, zuletzt 1982.
  - (italienisch) Le vie dell’orazione mentale, Turin, Marietti, 1932.
  - (niederländisch) De wegen van het inwendig gebed, Westmalle, Abtei, 1934.
- Directoire spirituel à l’usage des cisterciens réformés ou de la Stricte Observance, Bricquebec 1910, 1931.
- Le saint abandon, Paris, Gabalda, 1919 (zahlreiche Auflagen); zuletzt hrsg. von Michel Niaussat, Einführung von René Bompain, Biografische Notiz von Bruno Brard, Perpignan, Artège, 2014.
  - (spanisch) El santo abandono, Barcelona, Casals, 1926.
  - (niederländisch) De heilige overgave, Westmalle, Abtei, 1932.
  - (englisch) Holy abandonment, Dublin, Gill, 1934.
  - (italienisch) Il santo abbandono, Florenz, Fiorentina, 1945.